# 不動の沢駅
不動の沢駅（ふどうのさわえき）は、宮城県気仙沼市四反田（したんだ）にある、東日本旅客鉄道（JR東日本）気仙沼線BRTのバス停留所である。元々は同社の気仙沼線の鉄道駅であった。

## 歴史
- 1960年（昭和35年）11月10日：日本国有鉄道（国鉄）気仙沼線の駅として開業[1][3]。気動車の旅客のみを取り扱う駅員無配置駅[4]。
- 1987年（昭和62年）4月1日：国鉄分割民営化により、JR東日本の駅となる[1]。
- 2005年（平成17年）3月1日：気仙沼高校の統合に伴う利便性向上のため、快速「南三陸」4号が停車開始。
- 2011年（平成23年）3月11日：東日本大震災により営業休止。
- 2012年（平成24年）8月20日：BRTで仮復旧。駅は市道上に移設[5]。
- 2013年（平成25年）4月25日：当駅からのバス専用道の整備に伴い、駅を旧駅舎のあった場所に移設[6]。
- 2020年（令和2年）4月1日：柳津駅 - 気仙沼駅間の鉄道事業廃止により、鉄道駅としては廃駅となる[7][8]。

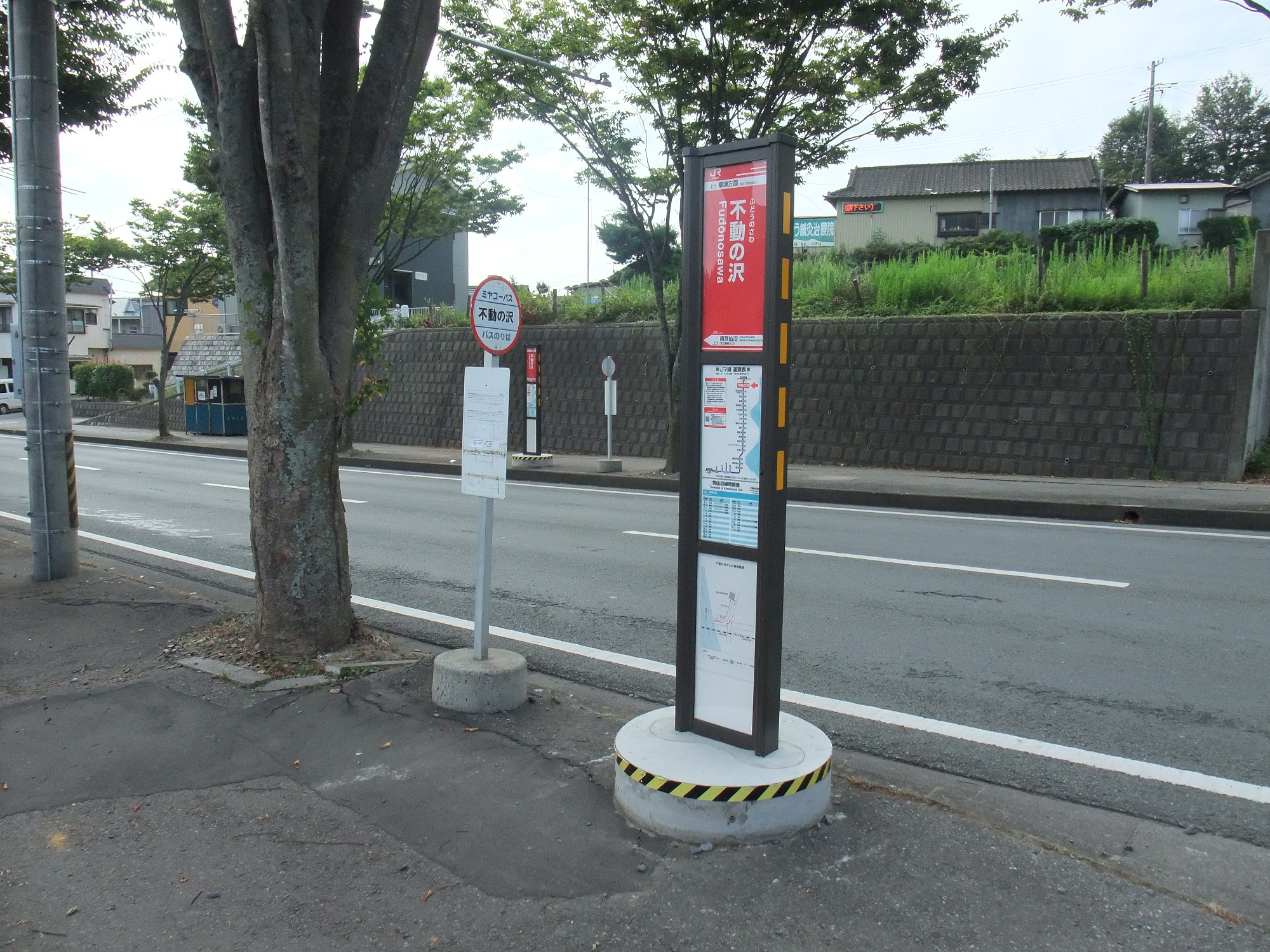
一般道上に設置されていた時代のBRTのりば（2012年9月）

## 駅構造
旧ホームと線路を撤去した専用道上に乗降場が整備されている。構内は2車線。気仙沼行き乗降場に待合室とトイレが設置されている。
BRTの運行開始当初は線路に隣接する道路上に乗降場が設けられ、バスポールが立つのみであった。
震災前は単式ホーム1面1線を有する地上駅で、気仙沼駅管理の無人駅であった。

## 利用状況
JR東日本によると、2023年度（令和5年度）の1日平均乗車人員は133人である。
2013年度（平成25年度）以降の推移は以下のとおりである。
| 乗車人員推移       | 乗車人員推移     | 乗車人員推移    |
| 年度               | 1日平均 乗車人員 | 出典            |
| ------------------ | ---------------- | --------------- |
| 2013年（平成25年） | 147              | [ 利用客数 2 ]  |
| 2014年（平成26年） | 160              | [ 利用客数 3 ]  |
| 2015年（平成27年） | 161              | [ 利用客数 4 ]  |
| 2016年（平成28年） | 140              | [ 利用客数 5 ]  |
| 2017年（平成29年） | 146              | [ 利用客数 6 ]  |
| 2018年（平成30年） | 160              | [ 利用客数 7 ]  |
| 2019年（令和元年） | 147              | [ 利用客数 8 ]  |
| 2020年（令和02年） | 135              | [ 利用客数 9 ]  |
| 2021年（令和03年） | 118              | [ 利用客数 10 ] |
| 2022年（令和04年） | 134              | [ 利用客数 11 ] |
| 2023年（令和05年） | 133              | [ 利用客数 1 ]  |

## 駅周辺
- NHK仙台放送局気仙沼ラジオ中継局（第1放送1161kHz 100W 第2放送1539kHz 100W）
- 東北放送気仙沼ラジオ中継局（801kHz 100w）
- 県道26号気仙沼唐桑線
- 国道45号（気仙沼バイパス）
- 気仙沼市医師会附属准看護学校
- 宮城県気仙沼高等学校
- 気仙沼九条郵便局
- ミヤコーバス「不動の沢」停留所

## 隣の停留所
東日本旅客鉄道（JR東日本）
■気仙沼線BRT
南気仙沼駅 - 不動の沢駅 - 東新城駅

### かつて存在した鉄道路線
東日本旅客鉄道（JR東日本）
■気仙沼線
南気仙沼駅 - 不動の沢駅 - 気仙沼駅

### 記事本文
1. 1 2 3  石野哲（編）『停車場変遷大事典 国鉄・JR編 Ⅱ』（初版）JTB、1998年10月1日、484頁。ISBN 978-4-533-02980-6。
2. 1 2  『週刊 JR全駅・全車両基地』 56号 新庄駅・気仙沼駅・鳴子温泉駅ほか80駅、朝日新聞出版〈週刊朝日百科〉、2013年9月15日、24頁。
3. ↑  「日本国有鉄道公示第551号」『官報』1960年11月4日。
4. ↑  「通報 ●気仙沼線不動の沢駅の設置について（営業局）」『鉄道公報』日本国有鉄道総裁室文書課、1960年11月4日、7面。
5. ↑  「気仙沼線における暫定的なサービス提供開始について (PDF)」（プレスリリース）、東日本旅客鉄道仙台支社／東日本旅客鉄道盛岡支社、2012年7月18日。2013年6月19日時点のオリジナル (PDF)よりアーカイブ。2025年7月30日閲覧。
6. ↑  「気仙沼線BRTの専用道延伸及びダイヤ改正について (PDF)」（プレスリリース）、東日本旅客鉄道仙台支社／東日本旅客鉄道盛岡支社、2013年3月25日。2013年4月18日時点のオリジナル (PDF)よりアーカイブ。2025年7月30日閲覧。
7. ↑  「気仙沼線（柳津～気仙沼間）及び大船渡線（気仙沼～盛間）における鉄道事業の廃止の日の繰上げの届出について (PDF)」（プレスリリース）、東日本旅客鉄道、2020年1月31日。2020年2月6日閲覧。
8. ↑  「鉄道事業の廃止の届出に係る廃止の日の繰上げについて (PDF)」（プレスリリース）、国土交通省東北運輸局、2020年1月29日。2020年2月1日時点のオリジナル (PDF)よりアーカイブ。2020年2月6日閲覧。

### 利用状況
1. 1 2  「BRT駅別乗車人員（2023年度）| 企業サイト：JR東日本」東日本旅客鉄道。2025年7月30日閲覧。
2. ↑  「BRT駅別乗車人員（2013年度）：JR東日本」東日本旅客鉄道。2025年7月30日閲覧。
3. ↑  「BRT駅別乗車人員（2014年度）：JR東日本」東日本旅客鉄道。2025年7月30日閲覧。
4. ↑  「BRT駅別乗車人員（2015年度）：JR東日本」東日本旅客鉄道。2025年7月30日閲覧。
5. ↑  「BRT駅別乗車人員（2016年度）：JR東日本」東日本旅客鉄道。2025年7月30日閲覧。
6. ↑  「BRT駅別乗車人員（2017年度）：JR東日本」東日本旅客鉄道。2025年7月30日閲覧。
7. ↑  「BRT駅別乗車人員（2018年度）：JR東日本」東日本旅客鉄道。2025年7月30日閲覧。
8. ↑  「BRT駅別乗車人員（2019年度）：JR東日本」東日本旅客鉄道。2025年7月30日閲覧。
9. ↑  「BRT駅別乗車人員（2020年度）| 企業サイト：JR東日本」東日本旅客鉄道。2025年7月30日閲覧。
10. ↑  「BRT駅別乗車人員（2021年度）| 企業サイト：JR東日本」東日本旅客鉄道。2025年7月30日閲覧。
11. ↑  「BRT駅別乗車人員（2022年度）| 企業サイト：JR東日本」東日本旅客鉄道。2025年7月30日閲覧。